# Malcolm Griffin
Malcolm Xavier Griffin (Chicago, Illinois, 10 de septiembre de 1991) es un baloncestista estadounidense que pertenece a la plantilla del P.A.O.K. BC de la A1 Ethniki. Con 1,93 metros de estatura, juega en la posición de Base.

## Trayectoria deportiva
Es un base formado a caballo entre Toledo Rockets y Fresno Pacific Sunbirds. Tras no ser elegido en el Draft de la NBA de 2014, debutaría como profesional en Marruecos, donde jugaría durante dos temporadas en las filas de los equipos de Casablanca, Salé y Rabat.
Más tarde, jugaría la temporada 2016-17 en Letonia, en las filas del Liepājas Lauvas, donde realizaría una buena temporada con unos promedios de 14.4 puntos, 7.2 asistencias , 5.0 rebotes y 2.4 robos por partido.
En verano de 2017 fichó por el Kolossos Rodou BC para jugar en la A1 Ethniki.